# Grafton Architects
Grafton Architects je architektonická kancelář založená v roce 1977 v Dublinu dvojicí Yvonne Farrellová a Shelley McNamarová. Její zakladatelky se staly laureáty Pritzkerovy ceny za architekturu v roce 2020.

## Ocenění
- Jane Drew Prize, 2015
- RIAI Gandon Medal, 2020
- RIBA Royal Gold Medal, 2020
- Pritzkerova cena, 2020